# Belgio ai Giochi della IX Olimpiade
Il Belgio partecipò ai Giochi della IX Olimpiade, svoltisi ad Amsterdam, Paesi Bassi, dal 28 luglio al 12 agosto 1928,  
con una delegazione di 187 atleti, di cui 11 donne, impegnati in 15 discipline,
aggiudicandosi 1 medaglia d'argento e 2 medaglie di bronzo.

## Medagliere

### Per discipline
| Sport        | Oro | Argento | Bronzo | Totale |
| ------------ | --- | ------- | ------ | ------ |
| Lotta libera | 0   | 1       | 0      | 1      |
| Canottaggio  | 0   | 0       | 1      | 1      |
| Pugilato     | 0   | 0       | 1      | 1      |
| Totale       | 0   | 1       | 2      | 3      |

### Medaglie
| Medaglia | Atleta                                           | Sport        | Evento           |
| -------- | ------------------------------------------------ | ------------ | ---------------- |
| Argento  | Clement Spapen                                   | Lotta libera | Pesi gallo       |
| Bronzo   | Léon Flament François De Coninck Georges Anthony | Canottaggio  | Due con maschile |
| Bronzo   | Léonard Steyaert                                 | Pugilato     | Pesi medi        |

## Risultati

### Calcio
| Atleta | Classifica |                   |
| --- | --- | ----------------- |
| V · D · M Nazionale belga · Calcio ai Giochi Olimpici Estivi 1928 P Caudron · P De Bie · D De Deken · D Ditzler · D Hoydonckx · D Lavigne · D Ruyssevelt · D Van Averbeke · C Bierna · C Boesman · C P. Braine · C De Spae · C Devos · C Hellemans · C Moeschal · C Vanhalme · A R. Braine · A De Coninck · A Diddens · A Verhulst · A Versyp · A Voorhoof · CT : Löwenfelt | 5° |                   |
| Nazionale belga · Calcio ai Giochi Olimpici Estivi 1928 | |                   |
| P Caudron · P De Bie · D De Deken · D Ditzler · D Hoydonckx · D Lavigne · D Ruyssevelt · D Van Averbeke · C Bierna · C Boesman · C P. Braine · C De Spae · C Devos · C Hellemans · C Moeschal · C Vanhalme · A R. Braine · A De Coninck · A Diddens · A Verhulst · A Versyp · A Voorhoof · CT: Löwenfelt                                                                    | P Caudron · P De Bie · D De Deken · D Ditzler · D Hoydonckx · D Lavigne · D Ruyssevelt · D Van Averbeke · C Bierna · C Boesman · C P. Braine · C De Spae · C Devos · C Hellemans · C Moeschal · C Vanhalme · A R. Braine · A De Coninck · A Diddens · A Verhulst · A Versyp · A Voorhoof · CT: Löwenfelt | Belgio (bandiera) |

### Pallanuoto
| Atleta | Classifica |                   |
| --- | --- | ----------------- |
| V · D · M Nazionale maschile belga di pallanuoto · Giochi olimpici - Amsterdam 1928 Bauwens · Bettens · Blitz · Brandeleer · Coppieters · De Pauw · Malisart · Mélardy · Van Gheem · Visser · Tensen · CT : - | 5° |                   |
| Nazionale maschile belga di pallanuoto · Giochi olimpici - Amsterdam 1928 | |                   |
| Bauwens · Bettens · Blitz · Brandeleer · Coppieters · De Pauw · Malisart · Mélardy · Van Gheem · Visser · Tensen · CT: -                                                                                      | Bauwens · Bettens · Blitz · Brandeleer · Coppieters · De Pauw · Malisart · Mélardy · Van Gheem · Visser · Tensen · CT: - | Belgio (bandiera) |